# 经姓
经姓為漢姓之一，在《百家姓》中排名第169位。

## 起源
经姓共有三个起源，分别是：
1. 春秋魏国[需要解释]经侯的后代。
2. 东汉光武帝刘秀族父经孙的后人以经孙作为复姓，并逐渐简化为经姓。
3. 汉元帝时，京房的后代为避祸，将京姓改为经姓。

## 郡望堂号
郡望有荥阳郡及平阳郡，堂号有赐宴堂。

## 延伸阅读
[在维基数据编辑]
 《百家姓》
 《欽定古今圖書集成·明倫彙編·氏族典·經姓部》，出自陈梦雷《古今圖書集成》